# Tamarindo (Costa Rica)
Tamarindo é um distrito do cantão de Santa Cruz, na província de Guanacaste, na Costa Rica, localizado na Península de Nicoya. A cidade de Tamarindo é a maior cidade litorânea desenvolvida em Guanacaste. As principais atrações da região são o surf e o ecoturismo.

## História
Tamarindo foi criado em 27 de novembro de 1995 pelo Decreto Executivo 24820-G.

## Geografia
Tamarindo tem uma área de 125,86 quilômetro quadrados (48,59 sq mi)  e uma elevação de 27 metros (89 pé).

## Assentamentos
Além de Tamarindo, as cidades do distrito incluem Villarreal, Santa Rosa, Garita Nueva, Hernández e San José de Pinilla.

### Villareal
A cidade vizinha de Villareal tem uma escola pública primária e uma escola pública de ensino médio, dois campos de futebol em tamanho real, vários restaurantes, duas grandes lojas, várias lojas de ferragens, uma delegacia de polícia, uma igreja, várias oficinas mecânicas e um posto de gasolina.

### Langosta
A leste do centro de Tamarindo, há uma interseção de três vias. À esquerda está a estrada que leva ao Banco Nacional da Costa Rica, e também uma saída secundária de Tamarindo. À direita está a estrada que leva a Langosta.

## Turismo

### Praias
As praias da região são geralmente limpas e os esforços recentes do governo e das organizações empresariais locais estão se mostrando eficazes. Embora a praia não tenha recuperado seu status de Bandeira Azul, em setembro de 2008 ela obteve um atestado de saúde do governo da Costa Rica. A cidade está tentando recuperar seu status de Bandeira Azul.

### Pescaria
Tamarindo é conhecida pelo turismo de pesca de classe mundial, e uma variedade de capitães e serviços de fretamento estão disponíveis. A Costa Rica exige uma licença de pesca do INCOPESCA (Instituto Costarricense de Pesca e Acuicultura), órgão governamental que administra, regula e promove a pesca e a aquicultura.

#### Praia Tamarindo

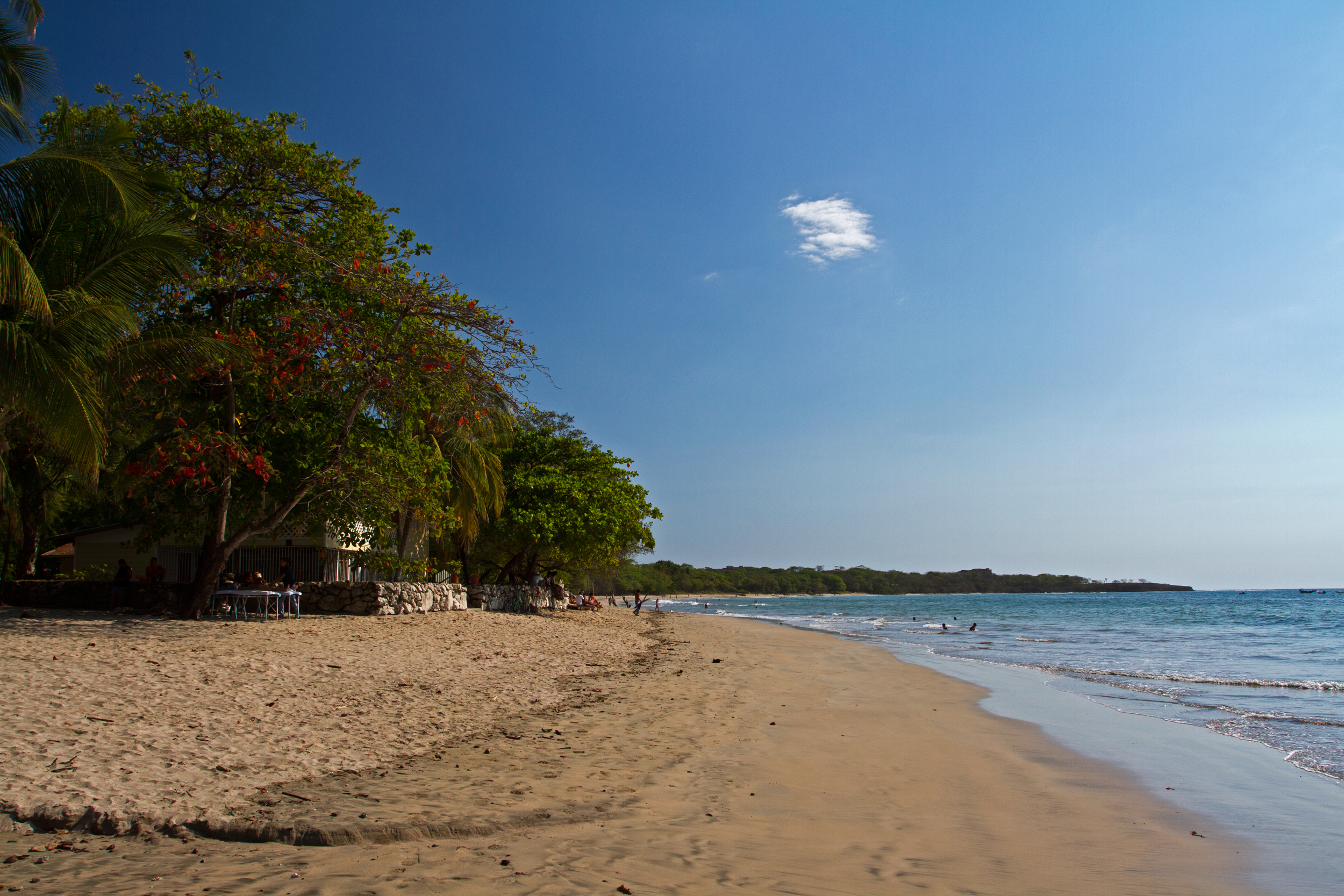
Praia de Tamarindo.

Praia Tamarindo é a praia principal do distrito do mesmo nome, é um dos destinos turísticos mais conhecido da Costa Rica e uma das mais acessíveis da região setentrional do país. Encontra-se localizada na baía de Tamarindo, dentro do parque nacional marinho Las Baulas. Distingue-se por ter ondas suaves e águas cristalinas, ainda que tenha correntes de retorno fortes e rochas escassamente submergidas, consiste de areia de cor amarela, exuberante vegetação, arrecifes e uma bonita paisagem em geral. Tem a forma de arco e conta um pequeno declive, portanto a segurança para os banhistas é muito boa. É apta para realizar diversas atividades como caminhadas, pesca, surfing, etc. Ao ser Tamarindo um Refúgio de Fauna Silvestre, protege o desova das tartarugas baula, as quais chegam em arribada entre os meses de outubro a março. O parque oferece facilidades de visita e exibição, informação geral, água potável, latrinas, caminhos e guias locais.
Encontra-se separada de Praia Grande (norte), também no parque nacional marinho Las Baulas, pelo estuário do rio Mata Palo ou esteiro de Tamarindo. Playa Grande é um dos lugares mais aptos para a prática do surf na Costa Rica e pode-se aceder através do estuário num ferry. Não és recomendável tentar o cruzamento a pé dado que a corrente é muito forte e pode ser perigoso.

## Clima
Clima tropical todo o ano. A zona da bacia corresponde a "Bosque Seco Tropical, transição e Húmido".
A temperatura média oscila ao redor dos 32 °C. O clima de Tamarindo tem duas estações, a temporada seca e a temporada húmida. A temporada seca, que dura desde novembro até abril, é seca, quente e soleira. Nessa temporada há muito pouca humidade, o que é muito agradável.
A temporada de chuva começa a finais de março ou a princípios de abril e continua até outubro. Um dia típico é soleiro ou parcialmente nublado até pouco antes da noite, quando se produzem aguaceiros no interior do país e se movem para a costa, muitas vezes produzindo vistas espectaculares. Tudo está verde e abundante durante esta temporada do ano. Ainda que não tenha furacões aqui, um furacão ou uma depressão tropical no Atlântico muitas vezes leva a chuva em Tamarindo. A precipitação média vai de 2000 a 2500 mm.

## Galeria

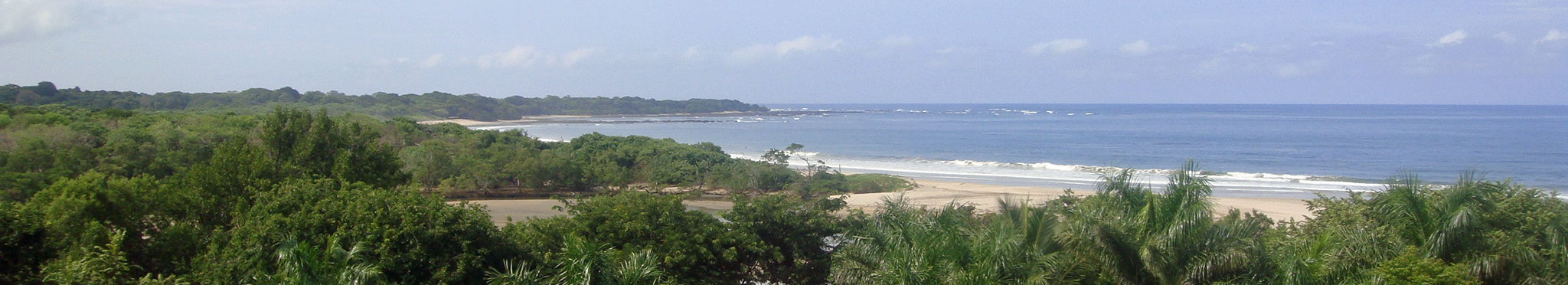
Vista panorâmica do Parque Nacional Marinho Las Baulas e da Playa Grande, localizados a 2 km do centro urbano de Tamarindo.